# Kvaløysletta
Kvaløysletta est une localité du comté de Troms, en Norvège.

## Géographie
Administrativement, Kvaløysletta fait partie de la kommune de Tromsø.